# Basilica of the Sacred Heart (Puducherry)

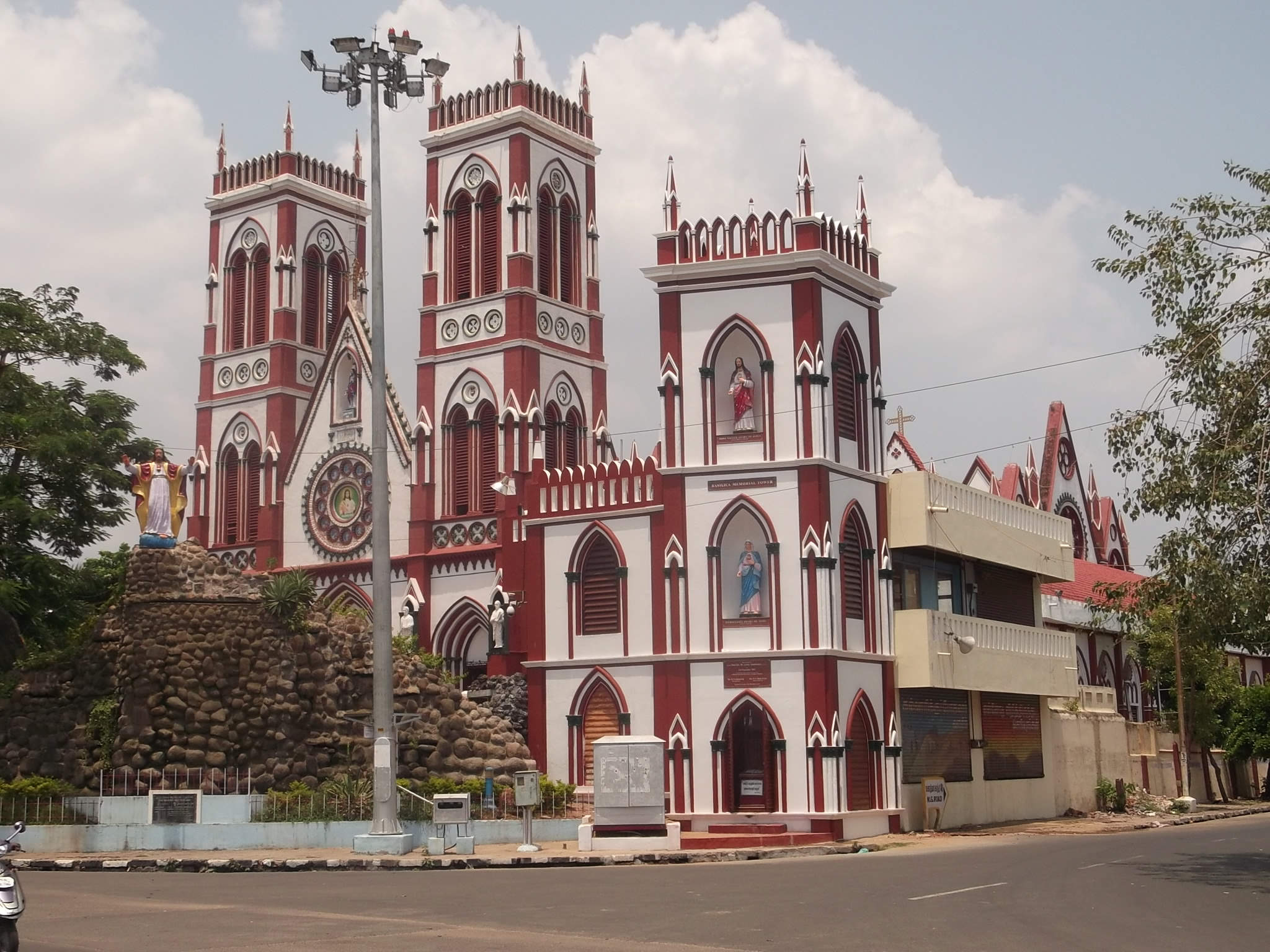
Die Basilica of the Sacred Heart in Puducherry

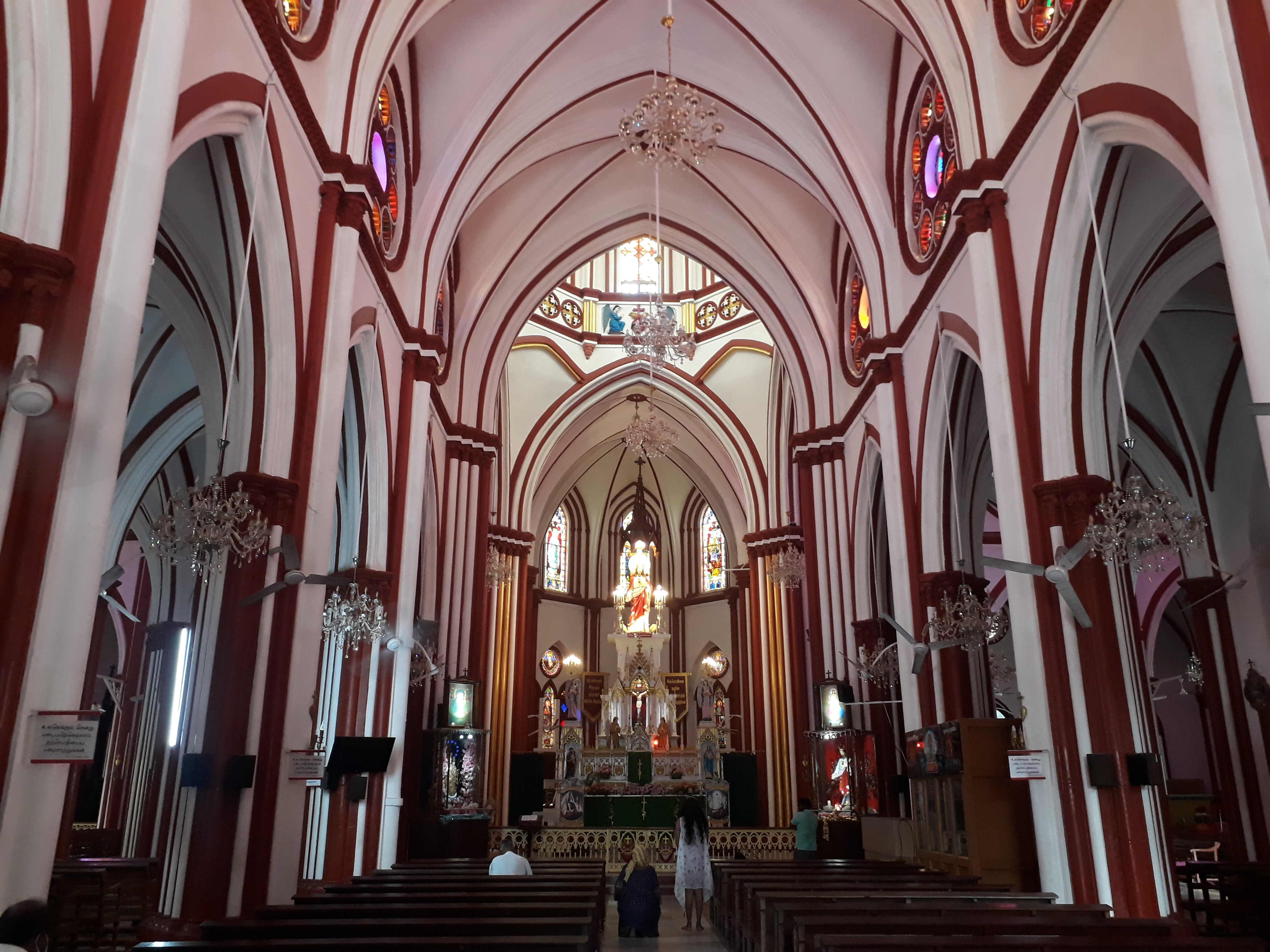
Innenansicht

Die Basilica of the Sacred Heart (Herz-Jesu-Basilika; Tamil: தூய இருதய ஆண்டவர் பசிலிக்கா, französisch: Basilique du Sacré Cœur) ist eine katholische Kirche in der südindischen Stadt Puducherry (Pondicherry).
Die Basilica of the Sacred Heart befindet sich im Süden der Innenstadt Puducherrys an der Ringstraße Subbaiah Salai (South Boulevard) unweit des Bahnhofs. Sie wurde während der französischen Kolonialzeit zwischen 1902 und 1907 erbaut und am 17. Dezember 1907 geweiht. 2011 wurde die Kirche in den Rang einer Basilica minor erhoben.
Noch vor der Immaculate Conception Cathedral ist die Basilica of the Sacred Heart die größte Kirche Puducherrys. Sie ist im neugotischen Stil gebaut und kann als vereinfachte Nachbildung von Notre-Dame de Paris gelten. Auffällig ist die kraftvolle rot-weiße Farbgebung des Äußeren. Der Grundriss hat die Form eines lateinischen Kreuzes mit einem 50 Meter langen Hauptschiff, einem 48 Meter langen Querschiff und einem Chor. Die Vierung krönt ein Oktogon. Das Südportal flankieren zwei 18 Meter hohe Kirchtürme.